# کرونینگ
کرونینگ (به آلمانی: Kröning) یک شهر در آلمان است که در بایرن واقع شده‌است.

## خصوصیات
کرونینگ ۳۹٫۶۱ کیلومترمربع مساحت دارد ۴۵۸ متر بالاتر از سطح دریا واقع شده‌است.